# Ciril Žebot

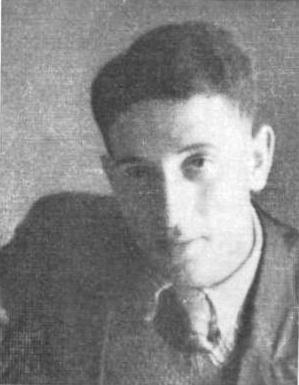
Ciril Žebot

Ciril Žebot (Maribor, 8 april 1914 — Washington D.C., 9 januari 1989) was een Sloveens econoom, jurist en politicus. Žebot trad tijdens de oorlog actief op tegen partizanen van het Sloveense Bevrijdingsfront.
Žebot studeerde rechten en promoveerde 1937 aan de Universiteit van Ljubljana. In Milaan, Parijs en Tsjecho-Slowakije specialiseerde hij zich vervolgens in de economische wetenschappen. Na terugkomst werkte hij voor de arbeidsdienst en de nationale Bank. Sinds 1941 doceerde hij economie aan de rechtenfaculteit in Ljubljana. Tussen 1941 en 1943 was hij adviseur van de Kamer van Koophandel. Tijdens de Italiaanse bezetting van Ljubljana zette Žebot zijn werk aan de universiteit onverminderd voort. 
In de jaren voor de bezetting van de Sloveense provincies in Joegoslavië (april 1941) was Ciril Žebot actief bij de katholieke groepering Straža, die onder leiding stond van de conservatief Lambert Ehrlich. Na de politieke moord op Ehrlich nam Ciril Žebot de leiding van de aan de Katholieke Actie verwante groep over. In het door Straža uitgegeven blad Straža v viharju ("De wacht in de storm"), waarvan Žebot redacteur was, kwam de identiteit van deze groepering duidelijk tot uiting in de vorm van antisemitische, anticommunistische en profascistische beschouwingen. Omdat veel Sloveense landgenoten in Primorska vanwege het (daar sinds 1918) Italiaanse bestuur het fascisme goed kenden, bewonderde Straža v viharju vooral de bij de Slovenen onbekendere regimes van Antonio Salazar en Franco. 
Aan het begin van de oorlog trad Straža collectief toe tot het Sloveense Legioen, een onderdeel van de Milizia volontaria anticomunista. Het anticommunisme was voor Žebot belangrijker dan de gewapende strijd tegen de bezetters. Medio 1942 trad de groep weer uit het Sloveense Legioen, maar bleef onder de paraplu van de domobranci opponeren tegen het partizanenverzet. Na de capitulatie van Italië in september-oktober 1943 vluchtte Žebot naar Rome, volgens eigen zeggen uit angst voor de Gestapo. Deze reden voor zijn vlucht wordt in de geschiedschrijving echter ten minste als onvolledig beschouwd. Vóór zijn vlucht schaarde hij zich aan de zijde van de nieuwe leiding van de domobranci na de machtsovername door de Duitsers (september 1943). 
Na zijn vertrek naar Rome probeerde Žebot invloed te nemen op het toekomstig grensverloop van Slovenië en begon met zijn "Actiecomité voor de Sloveense staat". Op 31 mei 1946 richtte hij in een nota aan de Britse regering "The problem of Triest" het voorstel om de grens van Rapallo niet te wijzigen, maar om tussen Italië en Joegoslavië een onafhankelijk "Julisch Venetië" te stichten. Dit voorstel betekende feitelijk de opdeling van Slovenië in twee staten. Het plan werd afgewezen door de politicus Miha Krek, maar geaccepteerd door de omstreden en na de oorlog uitgeweken bisschop Gregor Rožman. Bij de Britten heeft het voorstel nooit een serieuze kans gemaakt. Omdat bleek dat Žebot geen rol van betekenis meer kon spelen, vertrok hij naar de Verenigde Staten. Vanaf 1958 was hij er docent politieke economie aan de Universiteit van Georgetown in Washington D.C..
Žebot heeft met zijn oorlogse activiteiten bijgedragen aan de hevige polarisatie binnen het katholieke politieke spectrum in het vooroorlogse Slovenië en vonden hun logische voortzetting in de collaboratie tijdens de bezetting. De radicale opvattingen van Žebot (en de meeste politiek leiders van de overheersende Sloveense Volkspartij) stonden rechtstreeks tegenover de gematigde opvattingen van de geestelijkheid in West-Slovenië en politici als Andrej Gosar en Engelbert Besednjak.
- Bibliothèque nationale de France: cb12254952h (data)
- Gemeinsame Normdatei: 118960326
- International Standard Name Identifier: 0000 0000 2617 3947
- Library of Congress Control Number: n84047993
- Nationale Bibliotheek van Israël: 987007453436705171
- Nationale en Universitaire bibliotheek Zagreb: 000006191
- Nederlandse Thesaurus van Auteursnamen: 075071517
- SNAC: w62p787f
- Système universitaire de documentation: 127916318
- Virtual International Authority File: 12365561
- WorldCat: E39PBJm4Ry6VfhfjrCGPXxcByd